# Mosquée culturelle d'Odessa
La  mosquée Al-Salam, (Ukrainien: Арабський культурний центр (Одеса)) est un édifice religieux et culturel musulman situé en Ukraine dans la ville d'Odessa.

## Histoire
C'est l'un des monuments de la rue Richelievska.

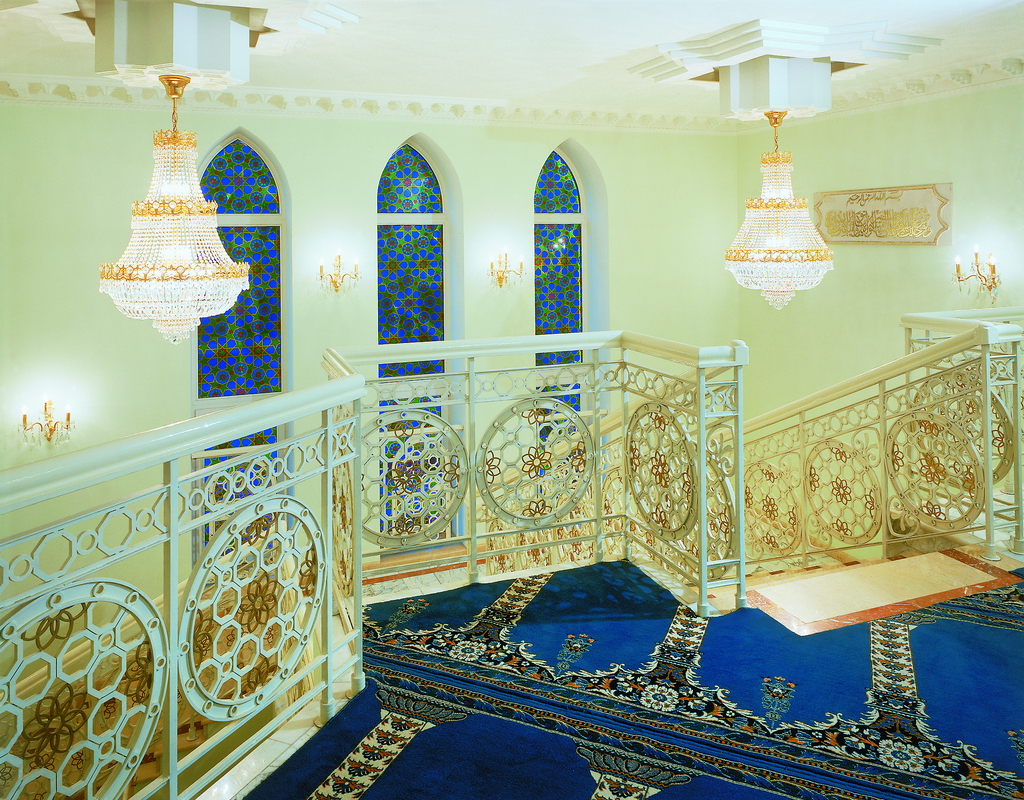
L'intérieur
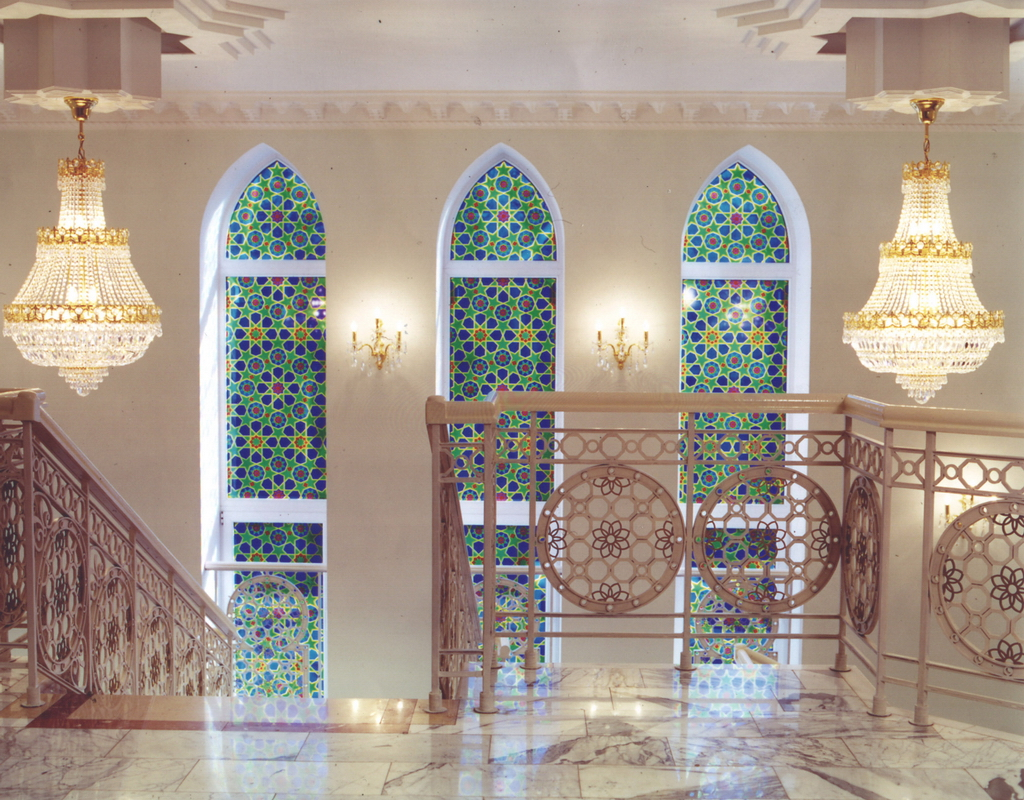
du
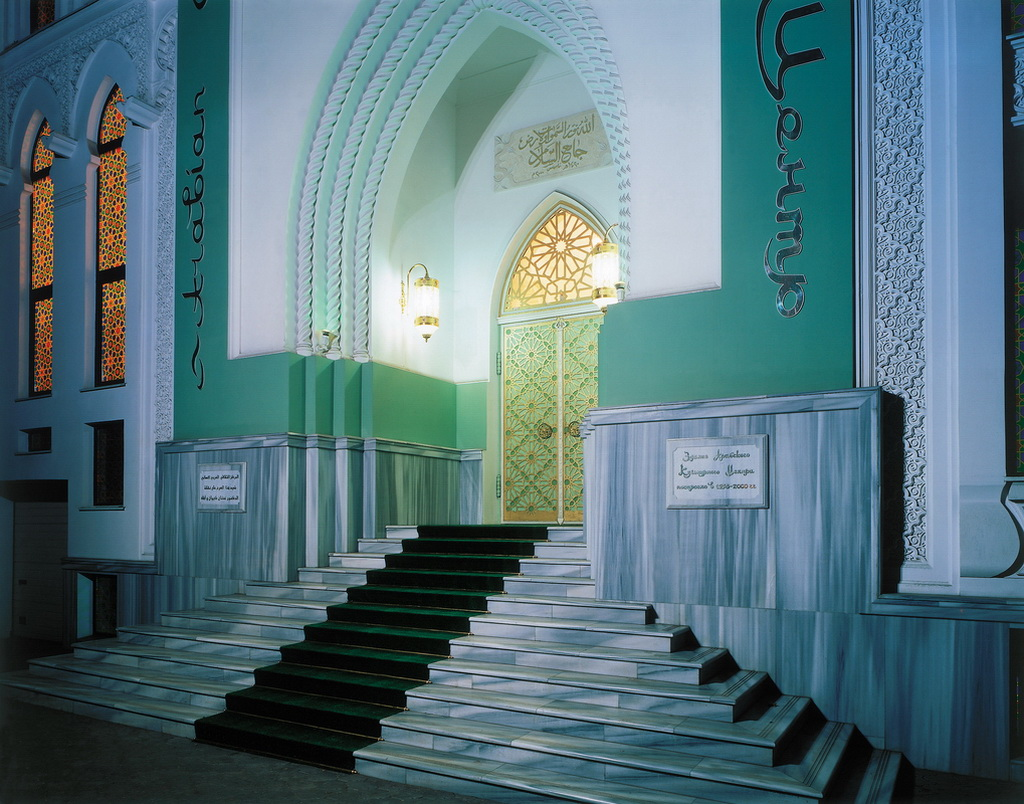
bâtiment.